# Iwona Cichosz-Yggeseth
Iwona Marta Cichosz-Yggeseth (ur. 27 grudnia 1989) – polska aktorka niezawodowa, tłumaczka polskiego języka migowego i działaczka społeczna. Miss Świata Głuchych 2016.

## Życiorys

### Edukacja
W latach 2010–2013 studiowała zarządzanie na Uniwersytecie Gdańskim, gdzie uzyskała tytuł licencjata menedżera personalnego. W latach 2013–2014 na studiach podyplomowych na kierunku polskiego języka migowego na Uniwersytecie Warszawskim uzyskała dyplom tłumacza polskiego języka migowego. W latach 2014–2016 studiowała pedagogikę pracy i doradztwo zawodowe w Kolegium Jagiellońskim, gdzie uzyskała tytuł magistra

### Aktorstwo
Jej specjalnością jest pantomima. Przez lata trenowała umiejętności cyrkowe takie jak chodzenie na szczudłach, żonglerkę, jazdę na monocyklu. W latach 2005–2015 występowała jako aktorka w gdańskim Teatrze Pinezka, w którym prowadziła również warsztaty pantomimiczne i cyrkowe, a także zajmowała się promocją teatru. Umiejętności pantomimy i chodzenia na szczudłach zaprezentowała szerszej publiczności w 2011, biorąc udział w eliminacjach do czwartej edycji programu rozrywkowego TVN Mam talent!.
W latach 2008–2014 brała udział jako tancerka w corocznym (grudniowym) balecie Dziadek do orzechów w Phoenix Ballet w Arizonie.
W 2017 zagrała główną rolę w filmie dokumentalnym Wojciecha Klimali Znaki, opowiadającym o życiu codziennym osoby głuchej. Od 2018 wciela się w rolę Maryny Ruszczyc, jednej z głównych bohaterek serialu TVP1 Leśniczówka.

### Działalność charytatywna i społeczna
Pracuje jako tłumacz polskiego języka migowego. Od marca do czerwca 2012 prowadziła kurs polskiego języka migowego na poziomie podstawowym dla studentów psychologii na Uniwersytecie Gdańskim. W latach 2015–2016, współpracując z Uniwersytetem Warszawskim, tłumaczyła podręczniki szkolne (język polski, matematyka, język angielski) na polski język migowy na zlecenie Ministerstwa Edukacji Narodowej, a w grudniu 2017 tłumaczyła podręczniki szkolne (biologia, matematyka). Była tłumaczką języka migowego podczas, m.in.: konferencji „Głusi Mają Głos V. Od korzeni do pędów” (Instytut Polskiego Języka Migowego) czy konferencji „Zapomniani z Zapomnianych” (Instytut historii głuchych Surdus Historicus). W latach 2015–2017 pracowała w firmie Migam.org.
Jest członkiem Stowarzyszenia Tłumaczy Polskich Języka Migowego, w którym od 2016 do 2020 pełniła funkcję przewodniczącej komisji rewizyjnej. W listopadzie 2017 zaangażowała się w akcję Pokaż swój głos! w ramach Maratonu Pisania Listów organizowanej przez Amnesty International. W grudniu 2017 otrzymała nagrodę specjalną „Człowieka bez barier”.

### Inna działalność
W 2008 zdobyła tytuł Miss Polski Głuchych i zajęła piąte miejsce w wyborach Miss Świata Głuchych 2008. W latach 2012–2013 była konferansjerką, tworzyła scenariusz gali i opiekowała się kandydatkami (nauka prezentacji i chodzenia w szpilkach) Miss Polski Głuchych. W 2016 została Miss Świata Głuchych 2016 w Los Angeles.
Od 3 marca do 12 maja 2017 brała udział w siódmej, emitowanej przez telewizję Polsat, edycji programu Dancing with the Stars. Taniec z gwiazdami. Jej partnerem tanecznym był Stefano Terrazzino, z którym zajęła drugie miejsce w finale. W trakcie jej udziału w programie stacja po raz pierwszy w historii wprowadziła transmisję „na żywo” z napisami dla osób niesłyszących.

## Życie prywatne
Urodziła się w rodzinie głuchych. Ma młodszą o 13 lat siostrę, Emilię. Mając dwa lata, zaczęła za namową babci uczęszczać na zajęcia u logopedy.
W 2019 poślubiła Trulsa S. Yggesetha, przedsiębiorcę i tłumacza języka migowego. Zamieszkali w Oslo. Mają dwoje dzieci: Antoniego (ur. 17 lipca 2020) i Klarę (ur. 8 maja 2022).

## Filmografia

### Filmy i seriale
- 2017: Znaki (film dokumentalny) – główna rola
- od 2018: Leśniczówka (TVP1) – Maryna Ruszczyc

### Programy telewizyjne
- 2011: Mam talent! (TVN) – uczestniczka 4. edycji (pantomima i chodzenie na szczudłach)
- 2017: Dancing with the Stars. Taniec z gwiazdami (Polsat) – uczestniczka 7. edycji; w parze ze Stefano Terrazzino zajęła drugie miejsce